# 加治木ジャンクション
加治木ジャンクション（かじきジャンクション）は、鹿児島県姶良市加治木町反土にある九州自動車道と隼人道路（東九州自動車道に並行する一般国道10号の自動車専用道路）のジャンクションである。
元々はこの位置に九州自動車道の加治木インターチェンジが存在したが、隼人道路との直接接続に伴い、インターチェンジが移転し、ジャンクション化された。2001年（平成13年）12月19日供用開始。西日本高速道路九州支社鹿児島高速道路事務所及び鹿児島県警察高速道路交通警察隊が併設されている。

## 歴史
- 2001年（平成13年）12月19日：九州自動車道と隼人道路の接続に伴い、供用開始。

## 接続する道路
- E3 九州自動車道
- E78 東九州自動車道（隼人道路）

## 隣
E3 九州自動車道
(24)溝辺鹿児島空港IC - (25-1)加治木JCT（(25)加治木IC） - (25-2)桜島SA/スマートIC - (26)姶良IC
E78 東九州自動車道（隼人道路）
(42)隼人西IC - (25)加治木IC - (25-1)加治木JCT